# Plaisance (Vienne)
Pour les articles homonymes, voir Plaisance.
Plaisance est une commune du Centre-Ouest de la France, située dans le département de la Vienne en région Nouvelle-Aquitaine.

## Toponymie
D’après M.L. Redet, on découvre de trés nombreuses références concernant Plaisance et le fief de l’Âge de Plaisance, depuis le XIIIe siècle. Les écritures des noms de lieux sont reproduites comme ils sont décrits par M.L. Redet en 1881. 
Plaisance, Cne de Montmorillon. Plaisantia, XIIe siècle (maison-Dieu, cart. n° 158). Plesencia, Pleisaencia, Plessencia (Hommages d’Alphonse, p. 83, 84, 112). Placencia (Pouillé de GauIltier, f. 175 V.). Plaisance, 1302 (Fonteneau, t. XXIV, p. 474). Plesance, 1431 (maison-Dieu, 74). Plesence, 1493 (fief de l’Age-Bouet). Ce bourg, composé de deux rues, la grand’rue et la rue Sainte-Catherine, était autrefois entouré de murs et de fossés, ville et forteresse de Plaisance 1494 (fief de l’Age-de-Plaisance). Il faisait partie de l’archiprêtré de Lussac-le-Château de la châtellenie et de la sénéchaussée de Montmorillon,et de l’élection dePoitiers. Le prieuré-cure de Notre-Dame dépendait de l’abbaye de Lesterp (Charente). Suivant la tradition Charlemagne avait fondé cette église, et plusieurs de ses successeurs, Louis VIII, Philippe le Bel, Charles V et Louis XI, lui avaient fait des libéralités (Mém. de MM. Robert du Dorat, ap. Fonteneau, t. XXIX p. 219). Elle était fréquentée par un grand nombre de fidèles et on s’y rendait de fort loin en procession. Le prieur percevait sur des moulins mus par la Gartempe une rente de 544 boisseaux de blé, moitié froment et moitié seigle, qui lui avait été assignée par Philippe le Bel pour être distribuée en pain aux pauvres de la localité. Les moulins ayant été emportés par les eaux en 1732, la rente et l’aumône cessèrent d’être acquittés (état général des établissements de charité dans la généralité de Poitiers, aux archives de la Vienne). Il avait à Plaisance deux maisons, dont l’une appelée le Petit-Mont, tenues en fief de la baronnie de Montmorillon. La cure de Plaisance a été réunie à celle de Moulime de 1813 à 1826.

### Table des formes anciennes
- Judum. Jeu (Plaisance).
- Placencia. Plaisance.
- Plaisantia. Plaisance.
- Plesance. Plesence. Plesencia. Plessencia. Plaisance.

## Géographie

### Localisation
Petite commune rurale située en région Nouvelle-Aquitaine, au Sud-Est du département de la Vienne, dans l'arrondissement et le canton de Montmorillon.
La commune est proche du parc naturel régional de la Brenne.

### Communes limitrophes
|           | Saulgé    |                   |
| Moulismes | Plaisance |                   |
| Adriers   |           | Lathus-Saint-Rémy |

### Hydrographie
La Blourde est le principal cours d'eau qui traverse la commune de Plaisance.

### Climat
Pour des articles plus généraux, voir Climat de la Nouvelle-Aquitaine et Climat de la Vienne.
Historiquement, la commune est exposée à un climat océanique du nord-ouest.
En 2020, Météo-France publie une typologie des climats de la France métropolitaine dans laquelle la commune est exposée à un climat océanique altéré et est dans la région climatique  Poitou-Charentes, caractérisée par un bon ensoleillement, particulièrement en été et des vents modérés.
Pour la période 1971-2000, la température annuelle moyenne est de 11,6 °C, avec une amplitude thermique annuelle de 14,8 °C. Le cumul annuel moyen de précipitations est de 842 mm, avec 12,2 jours de précipitations en janvier et 7,1 jours en juillet. Pour la période 1991-2020, la température moyenne annuelle observée sur la station météorologique la plus proche, située sur la commune de Montmorillon à 10,49 km à vol d'oiseau, est de 12,5 °C et le cumul annuel moyen de précipitations est de 781,8 mm,. Pour l'avenir, les paramètres climatiques de la commune estimés pour 2050 selon différents scénarios d’émission de gaz à effet de serre sont consultables sur un site dédié publié par Météo-France en novembre 2022.

### Voies de communication et transports
Les gares et les haltes ferroviaires les plus proches sont situées dans les communes suivantes :
- Lathus à 7,5 km.
- Montmorillon à 9,5 km.
- Lussac-les-Chateaux à 14 km.
- Le Dorat à 21,3 km.
- Bellac à 26,8 km.

Les aéroports les plus proches sont l'aéroport de Poitiers-Biard situé à 51,5 km et celui de Limoges-Bellegarde situé à 57,5 km.

## Urbanisme

### Typologie
Au 1er janvier 2024, Plaisance est catégorisée commune rurale à habitat dispersé, selon la nouvelle grille communale de densité à sept niveaux définie par l'Insee en 2022.
Elle est située hors unité urbaine. Par ailleurs la commune fait partie de l'aire d'attraction de Montmorillon, dont elle est une commune de la couronne,. Cette aire, qui regroupe 18 communes, est catégorisée dans les aires de moins de 50 000 habitants,.

### Occupation des sols
L'occupation des sols de la commune, telle qu'elle ressort de la base de données européenne d’occupation biophysique des sols Corine Land Cover (CLC), est marquée par l'importance des territoires agricoles (98,9 % en 2018), une proportion identique à celle de 1990 (98,9 %). La répartition détaillée en 2018 est la suivante : 
terres arables (61,9 %), zones agricoles hétérogènes (20,9 %), prairies (16,1 %), forêts (1,1 %). L'évolution de l’occupation des sols de la commune et de ses infrastructures peut être observée sur les différentes représentations cartographiques du territoire : la carte de Cassini (XVIIIe siècle), la carte d'état-major (1820-1866) et les cartes ou photos aériennes de l'IGN pour la période actuelle (1950 à aujourd'hui).

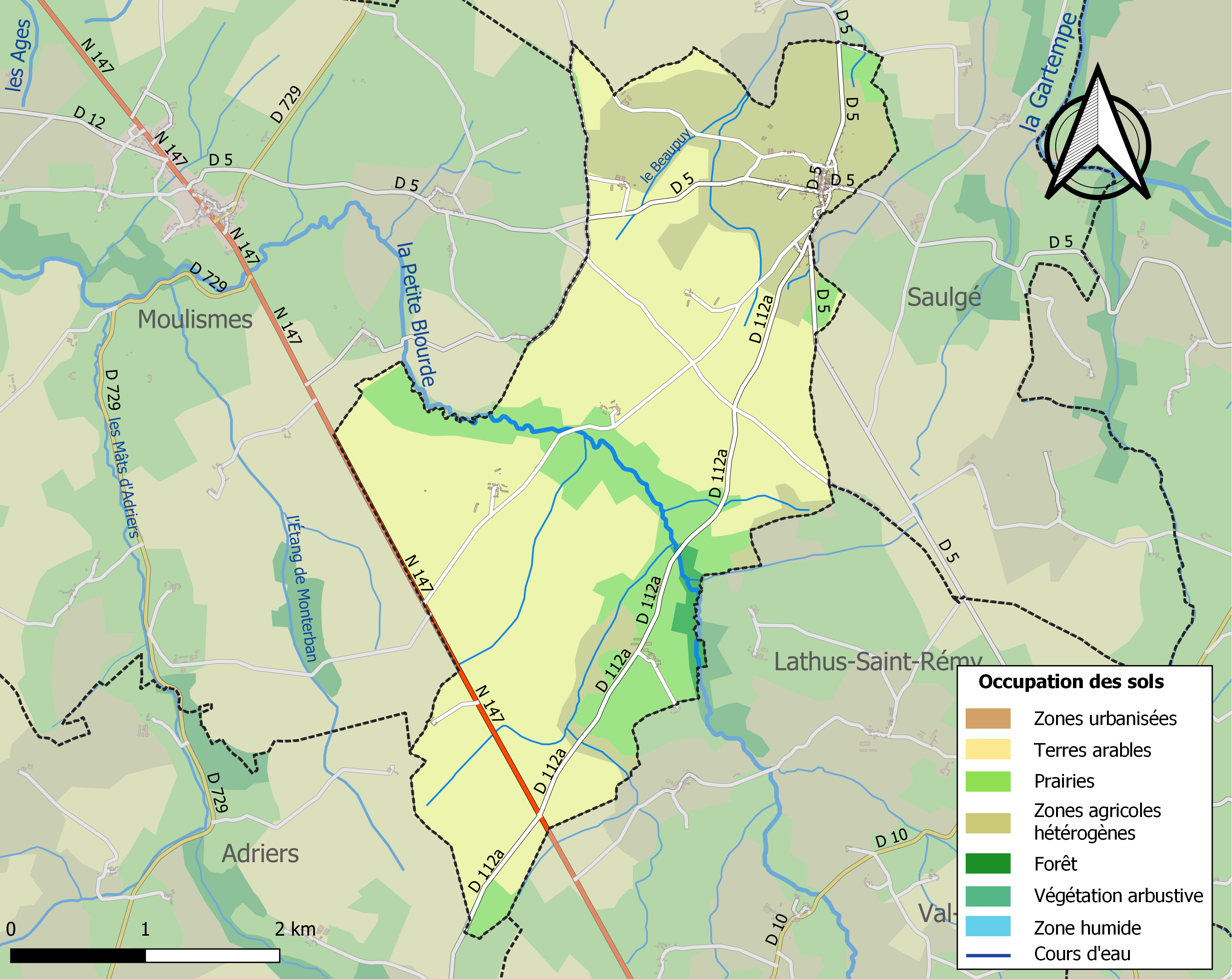
Carte des infrastructures et de l'occupation des sols de la commune en 2018 (CLC).

### Risques majeurs
Le territoire de la commune de Plaisance est vulnérable à différents aléas naturels : météorologiques (tempête, orage, neige, grand froid, canicule ou sécheresse), inondations, mouvements de terrains et séisme (sismicité faible). Il est également exposé à un risque technologique, le transport de matières dangereuses, et à un risque particulier : le risque de radon. Un site publié par le BRGM permet d'évaluer simplement et rapidement les risques d'un bien localisé soit par son adresse soit par le numéro de sa parcelle.

#### Risques naturels
Certaines parties du territoire communal sont susceptibles d’être affectées par le risque d’inondation par débordement de cours d'eau, notamment la Petite Blourde. La commune a été reconnue en état de catastrophe naturelle au titre des dommages causés par les inondations et coulées de boue survenues en 1982, 1999 et 2010,.

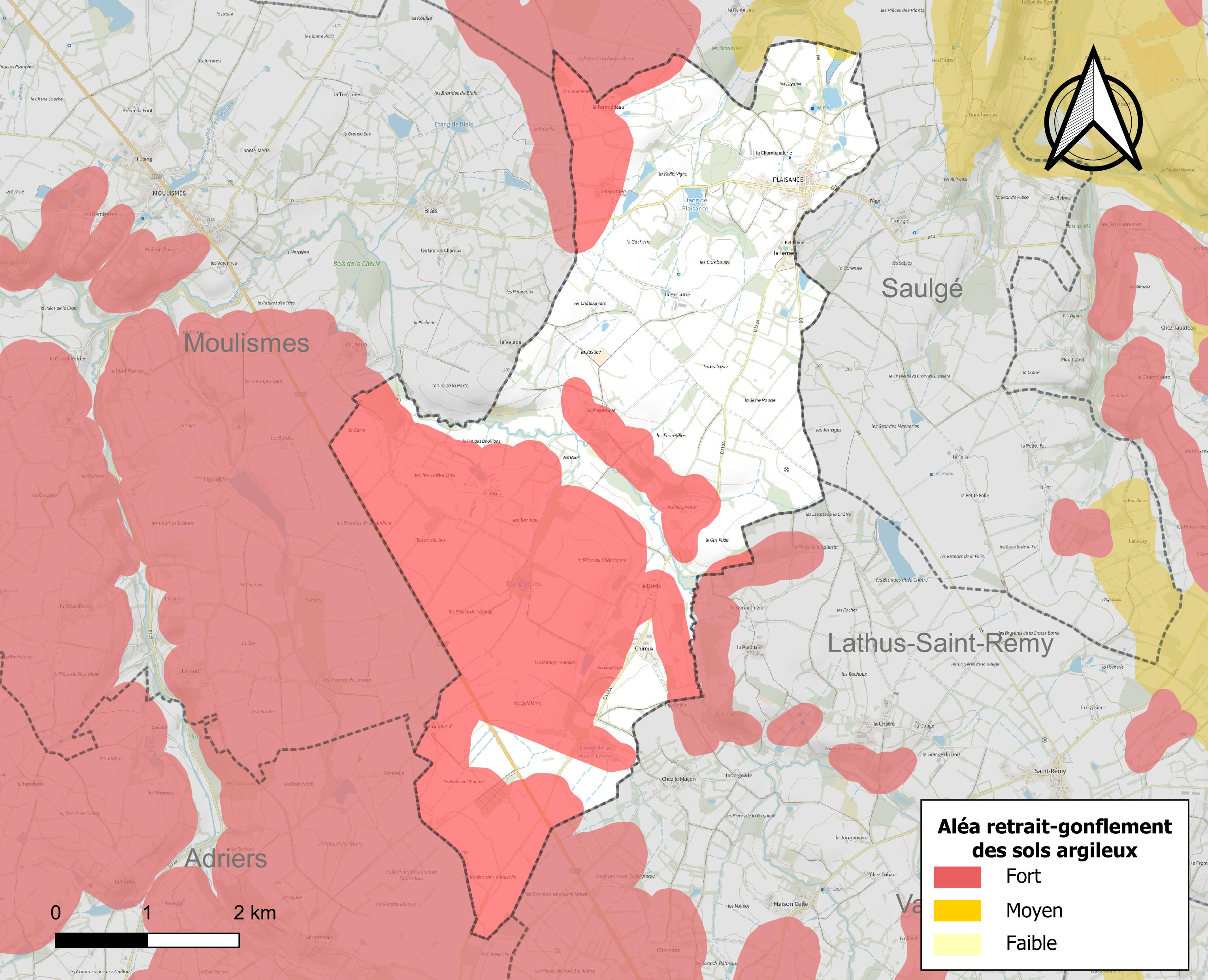
Carte des zones d'aléa retrait-gonflement des sols argileux de Plaisance.

Les mouvements de terrains susceptibles de se produire sur la commune sont des tassements différentiels. Le retrait-gonflement des sols argileux est susceptible d'engendrer des dommages importants aux bâtiments en cas d’alternance de périodes de sécheresse et de pluie. 47,8 % de la superficie communale est en aléa moyen ou fort (79,5 % au niveau départemental et 48,5 % au niveau national). Depuis le 1er octobre 2020, en application de la loi ÉLAN, différentes contraintes s'imposent aux vendeurs, maîtres d'ouvrages ou constructeurs de biens situés dans une zone classée en aléa moyen ou fort,.
La commune a été reconnue en état de catastrophe naturelle au titre des dommages causés par la sécheresse en 2016 et 2019 et par des mouvements de terrain en 1999 et 2010.

#### Risque particulier
Dans plusieurs parties du territoire national, le radon, accumulé dans certains logements ou autres locaux, peut constituer une source significative d’exposition de la population aux rayonnements ionisants. Selon la classification de 2018, la commune de Plaisance est classée en zone 3, à savoir zone à potentiel radon significatif.

## Toponymie
Des reliques ramenées de la ville italienne de Plaisance pourrait expliquer le nom de la commune.

## Histoire
Il s'agit d'une ancienne bourgade fortifiée dépendant des châtellenie et sénéchaussée de Montmorillon.
Plaisance accueille favorablement les avancées de la Révolution française. Elle plante ainsi son arbre de la liberté, symbole de la Révolution. Il devient le lieu de ralliement de toutes les fêtes et des principaux événements révolutionnaires, comme le brûlement des titres féodaux.
Le 29 avril 2025, le maire de Plaisance, Aurélien Tabuteau, est reconnu coupable de violences habituelles sur sa compagne et ses deux filles mineures. Il est condamné à un an de prison avec sursis, un an d’inéligibilité et 7000 euros de dommages et intérêts aux victimes. Il décide de ne pas faire appel.

## Politique et administration

### Intercommunalité
Plaisance est une commune membre de la communauté de communes du Montmorillonnais devenue la communauté de communes Vienne et Gartempe le 1er janvier 2017.

### Instances judiciaires et administratives
La commune relève du tribunal d'instance de Poitiers, du tribunal de grande instance de Poitiers, de la cour d'appel de Poitiers, du tribunal pour enfants de Poitiers, du conseil de prud'hommes de Poitiers, du tribunal de commerce de Poitiers, du tribunal administratif de Poitiers et de la cour administrative d'appel de Bordeaux, du tribunal des pensions de Poitiers, du tribunal des affaires de la Sécurité sociale de la Vienne et de la cour d’assises de la Vienne.

### Services publics
Les réformes successives de La Poste ont conduit à la fermeture de nombreux bureaux de poste ou à leur transformation en simple relais. Toutefois, la commune a pu maintenir le sien.

## Démographie
L'évolution du nombre d'habitants est connue à travers les recensements de la population effectués dans la commune depuis 1793. Pour les communes de moins de 10 000 habitants, une enquête de recensement portant sur toute la population est réalisée tous les cinq ans, les populations de référence des années intermédiaires étant quant à elles estimées par interpolation ou extrapolation. Pour la commune, le premier recensement exhaustif entrant dans le cadre du nouveau dispositif a été réalisé en 2004.

En 2022, la commune comptait 177 habitants, en évolution de +9,94 % par rapport à 2016 (Vienne : +0,6 %, France hors Mayotte : +2,11 %).
| 1793 | 1800 | 1806 | 1821 | 1831 | 1836 | 1841 | 1846 | 1851 |
| ---- | ---- | ---- | ---- | ---- | ---- | ---- | ---- | ---- |
| 380  | 362  | 351  | 342  | 380  | 361  | 341  | 404  | 431  |

| 1856 | 1861 | 1866 | 1872 | 1876 | 1881 | 1886 | 1891 | 1896 |
| ---- | ---- | ---- | ---- | ---- | ---- | ---- | ---- | ---- |
| 411  | 444  | 453  | 422  | 407  | 405  | 426  | 403  | 422  |

| 1901 | 1906 | 1911 | 1921 | 1926 | 1931 | 1936 | 1946 | 1954 |
| ---- | ---- | ---- | ---- | ---- | ---- | ---- | ---- | ---- |
| 431  | 431  | 405  | 381  | 386  | 350  | 357  | 365  | 310  |

| 1962 | 1968 | 1975 | 1982 | 1990 | 1999 | 2004 | 2006 | 2009 |
| ---- | ---- | ---- | ---- | ---- | ---- | ---- | ---- | ---- |
| 290  | 243  | 199  | 181  | 183  | 186  | 158  | 150  | 181  |

| 2014 | 2019 | 2022 | - | - | - | - | - | - |
| ---- | ---- | ---- | - | - | - | - | - | - |
| 163  | 174  | 177  | - | - | - | - | - | - |

En 2008, selon l’Insee, la densité de population de la commune était de 49 hab./km2 contre 61 hab./km2 pour le département, 68 hab./km2 pour la région Poitou-Charentes et 115 hab./km2 pour la France.
La diminution de 20 % de la population de la commune de 1999 à 2006 s’intègre dans une évolution générale à l’ensemble des communes rurales du département de la Vienne. Les zones rurales perdent de leurs habitants au profit d’une vaste région circonscrite autour des deux grandes métropoles du département : Poitiers et Châtellerault, et plus particulièrement au profit des cantons limitrophes de la préfecture.

## Économie
Selon la direction Régionale de l'Alimentation, de l'Agriculture et de la Foret de Poitou-Charentes, il n'y a plus que neuf exploitations agricoles en 2010 contre dix en 2000.
Les surfaces agricoles utilisées ont paradoxalement augmenté de 47 % et sont passées de 1 024 hectares en 2000 à 1 507 hectares en 2010. Ces chiffres indiquent une concentration des terres sur un nombre plus faible d’exploitations. Cette tendance est conforme à l’évolution constatée sur tout le département de la Vienne puisque de 2000 à 2007, chaque exploitation a gagné en moyenne vingt hectares.
24 % des surfaces agricoles sont destinées à la culture des céréales (blé tendre essentiellement et un peu d'orge), 6 % pour les oléagineux (tournesol), 51 % pour le fourrage et 16 % restent en herbes.
Quatre exploitations en 2010 comme en 2000 abritent un élevage de bovins (761 têtes en 2010 contre 356 en 2000).
Six exploitations en 2010 (contre neuf en 2000) abritent un important élevage d'ovins (3 912 têtes en 2010 contre 4 924 têtes en 2000). Cette évolution est conforme à la tendance globale du département de la Vienne. En effet, le troupeau d’ovins, exclusivement destiné à la production de viande, a diminué de 43,7 % de 1990 à 2007. En 2011, le nombre de têtes dans le département de la Vienne était de 214 300.
Un élevage industriel de volailles s'est développé dans trois fermes au cours de cette décennie (22 656 têtes en 2010).

## Culture locale et patrimoine

### Lieux et monuments
- Dolmen de la Pierre-levée de Chiroux, Dolmen classé comme Monument historique par l'arrêté du 11 août 1986[31].
- Château de l'Âge, avec ses douves
- Presbytère du XVIIe siècle.
- L'église Notre-Dame est du XIIIe siècle. Elle présente un caractère gothique avec survivances romanes (sanctuaire gothique). L'église a été classée comme Monument historique par l'arrêté du 20 octobre 1920[32].

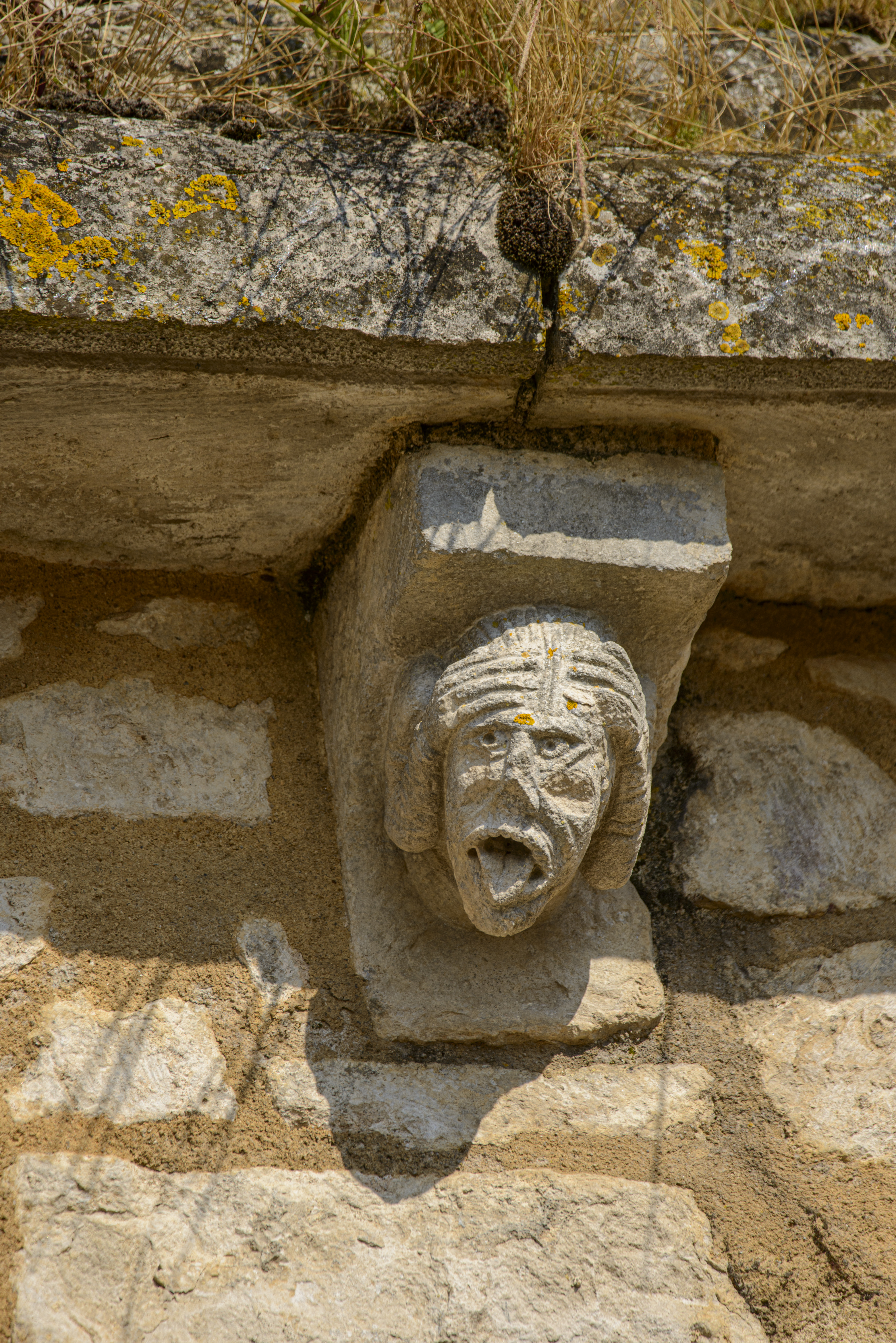
Modillon façade ouest du portail de l'église Notre-Dame
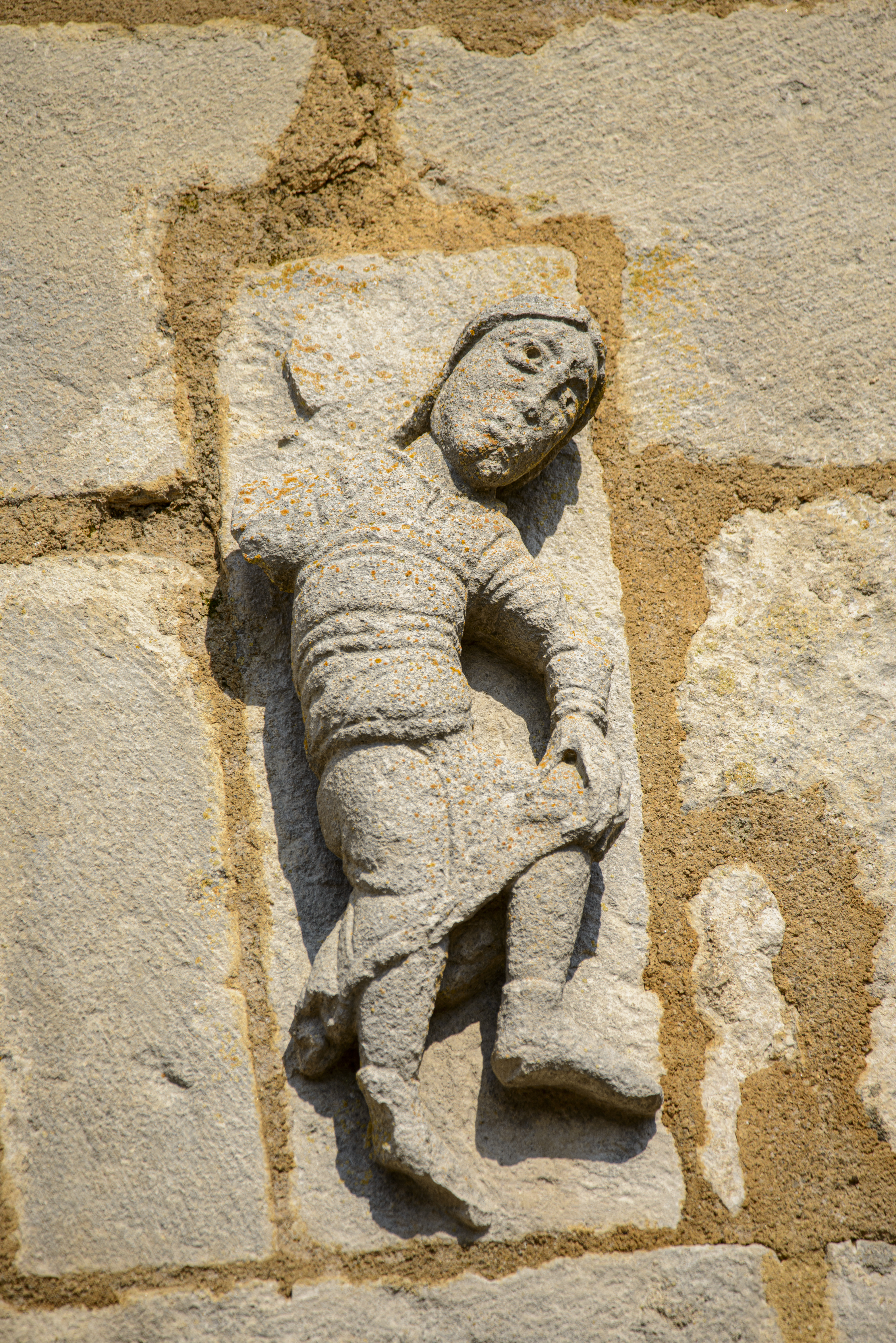
Relief danseuse sur la façade église Notre-Dame de Plaisance
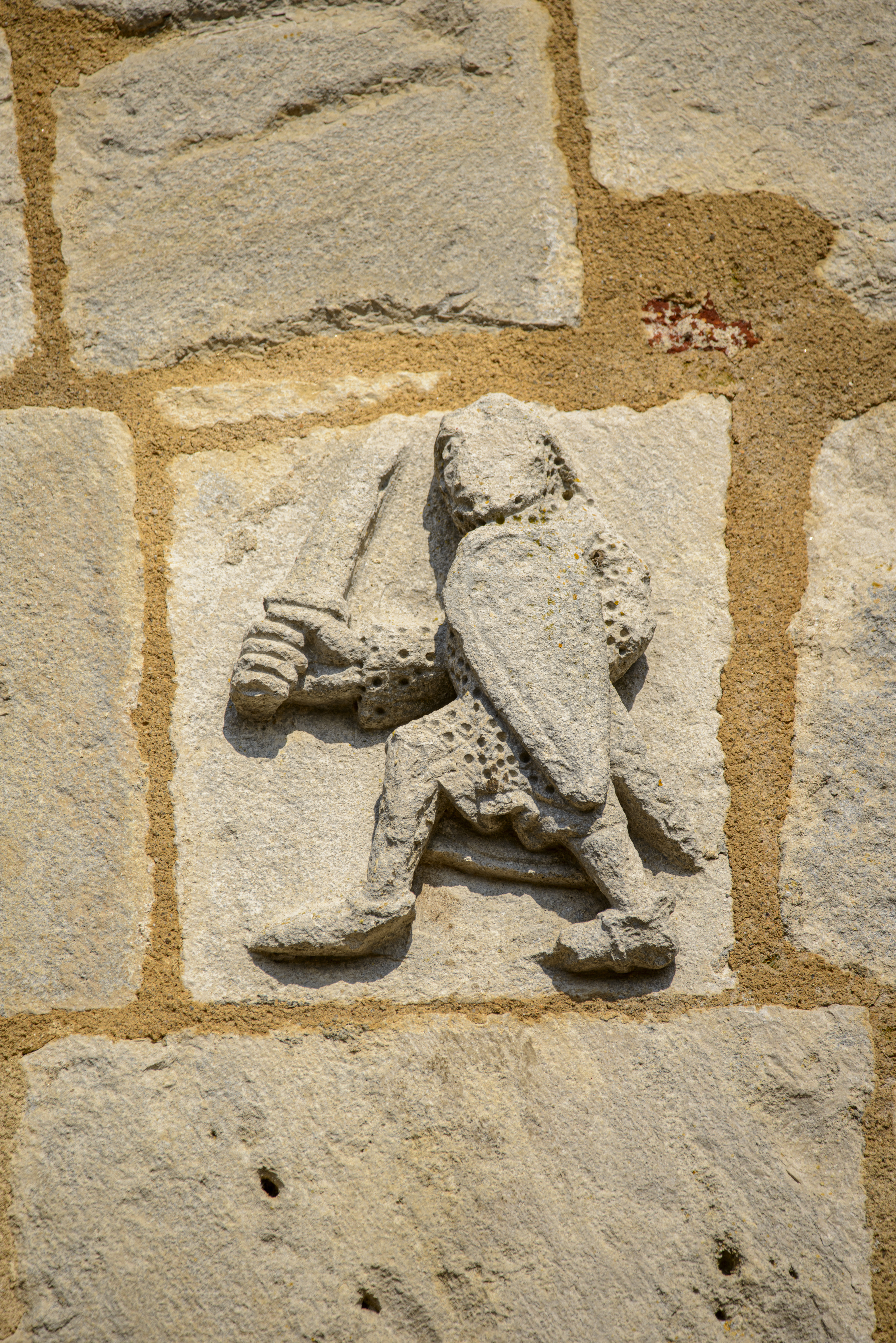
Relief du combattant sur la façade église Notre-Dame de Plaisance

- L'ancienne  lanterne des morts en partie détruite. Elle date du XIIIe siècle. Elle est située dans le cimetière. La croix est classée comme Monument historique depuis 1917.

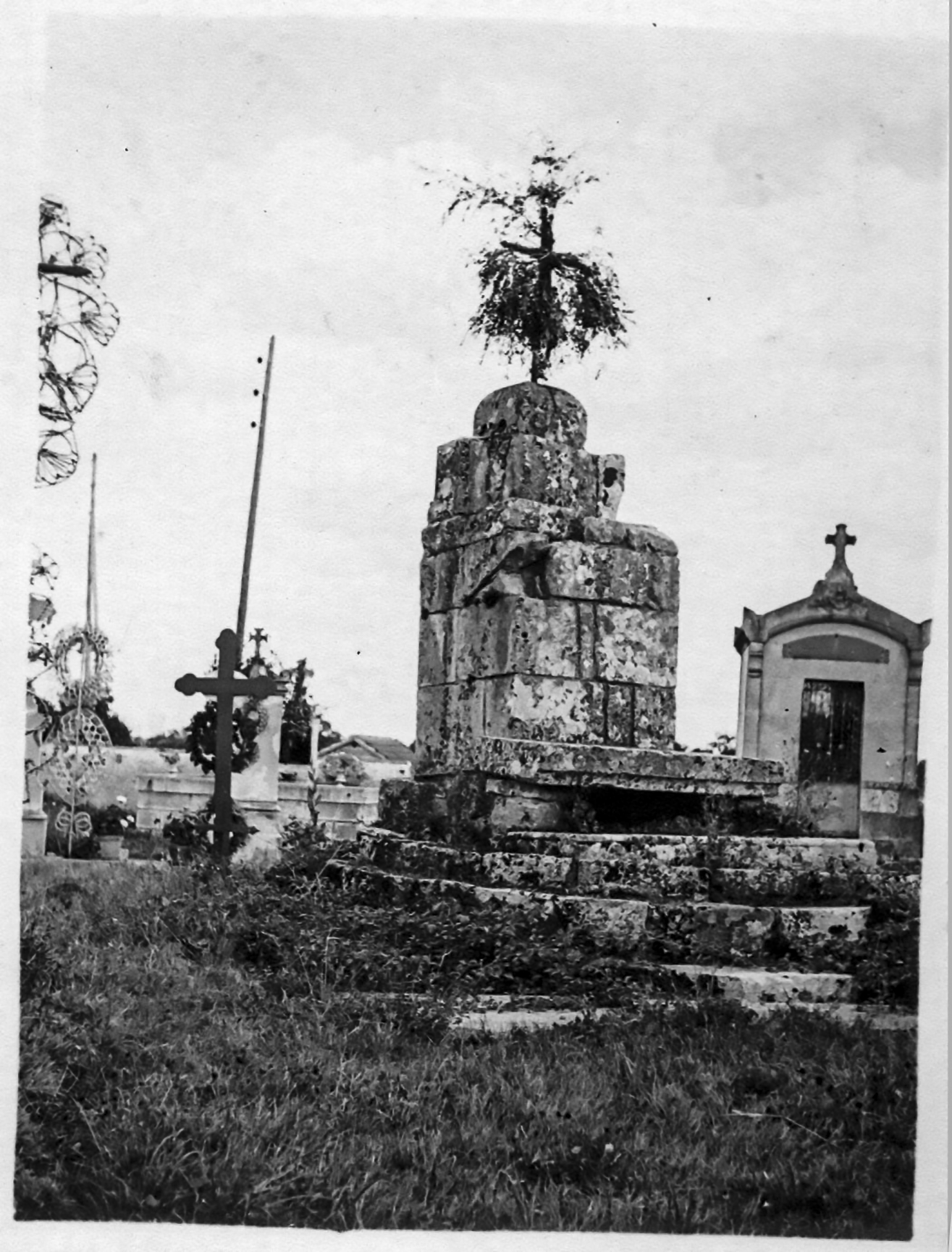
Recherches personnelles de Louis Germaneau
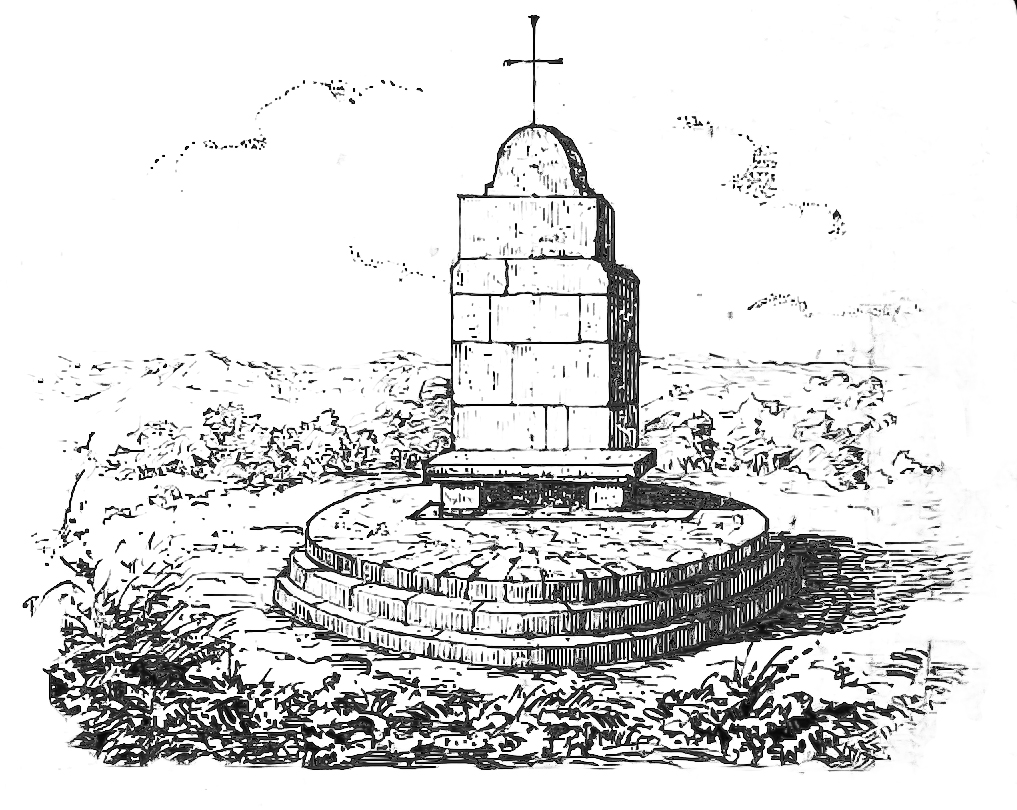
Croix Hosannière de Plaisance

#### Autres édifices
- Au cimetière, au pied de l'ancienne lanterne des morts, il est possible de voir un caveau. Il est formé d'une excavation rectangulaire traversée à mi-hauteur par des dalles de pierres espacées régulièrement en laissant visible le fond. Il s'agit d'un caveau pourrissoir : au Moyen Âge, les religieux du prieuré faisaient déposer les cadavres des frères afin de permettre le décharnement du corps. Les religieux recueillaient ensuite les ossements qui, possibles reliques, avaient un caractère sacré. Le caveau a été classé Monument historique par l'arrêté du 2 juin 1917.
- Au cimetière, pierres tombales du XIIIe siècle, des seigneurs de Blom. Elles sont classées comme Monument historique depuis 1986.
- Le presbytère dont l'élévation et la toiture ont été inscrits comme Monument historique par l'arrêté du 5 novembre 1970.